# Klonen (software)
Klonen is het maken van een een-op-eenkopie van opslagmedium (bijvoorbeeld een harde schijf) met behulp van een daarvoor geschikt programma.
Dat wordt bijvoorbeeld toegepast bij het inrichten van een computerlokaal. De systeembeheerder installeert eerst één systeem. Vervolgens wordt de harde schijf gekloond naar de andere pc's in het lokaal. Dit kan rechtstreeks, door de originele schijf naast een lege in dezelfde kast te plaatsen. Maar meestal wordt van de originele schijf eerst een "image" gemaakt. Dat is een gecomprimeerd bestand waaruit de originele schijfinrichting gereconstrueerd kan worden. Deze image wordt op het lokale netwerk gezet en van daaruit gedistribueerd.
Programma's waarmee een onder Microsoft Windows draaiend systeem gekloond kan worden zijn onder andere Norton Ghost en Drive Image van Symantec.
Mac OS X-gebruikers kunnen hun opstartschijf volledig werkend klonen met het gratis (donationware) Carbon Copy Cloner van Bombich Software.